# Tone Damli
Tone Damli Aaberge (Sogndal, 12 aprile 1988) è una cantante norvegese.
Nota per la partecipazione nella terza edizione della versione norvegese degli Idols, ha preso parte due volte al Melodi Grand Prix, nel 2009 e nel 2020, e una volta al Melodifestival nel 2013.

## Biografia
Nata a Sogndal, nel Vestlandet, ha studiato musica, danza e recitazione presso la scuola secondaria Firda di Sandane tra il 2004 e il 2005.
Terminata la scuola, nel 2005 ha preso parte alla terza stagione del programma televisivo Idol, in onda su TV 2, classificandosi seconda dietro a Jorun Stiansen. La finale del programma, vista da 1 475 000 spettatori, è rimasta uno dei programmi più visti e seguiti dell'emittente norvegese. In occasione del decimo anniversario dalla prima edizione di Idol, nel 2012, Tone è stata annunciata tra i quattro giudici del programma.
Nel dicembre 2005 ha poi pubblicato il suo album di debutto, Bliss, che raggiunge la 14ª posizione nella VG-lista, classifica ufficiale degli album musicali norvegesi.
Ha preso parte per la prima volta al Melodi Grand Prix 2009 con il brano Butterflies, qualificandosi per la finale e classificandosi al 2º posto dietro al vincitore Alexander Rybak. Il singolo nonostante tutto ha riscosso un discreto successo ed è stato pubblicato nel terzo album della cantante, I Know.

## Discografia

### Album
- 2005 - Bliss
- 2007 - Sweet Fever
- 2009 - I Know
- 2010 - Cocool
- 2012 - Looking Back
- 2014 - Di Første Jul

### EP
- 2014 - Heartkill

### Singoli
- 2005 - The Bliss Song
- 2006 - Somewhere Soft to Land
- 2007 - Fever
- 2007 - Young and Foolish
- 2009 - Butterflies
- 2009 - I Know
- 2010 - I Love You
- 2010 - Crazy Cool
- 2010 - Stuck in My Head (feat. Vinni)
- 2012 - Look Back
- 2012 - Imagine (feat. Eric Saade)
- 2012 - Smash
- 2013 - Hello Goodbye (con Erik Segerstedt)
- 2013 - Winner of a Losing Game
- 2013 - Perfect World
- 2014 - Heartkill
- 2016 - Di Første Jul
- 2017 - Pinnacle
- 2017 - Strangers
- 2018 - Seasick
- 2020 - Hurt Sometimes